# Rio Duna
O rio D'Úna é um curso de água localizado no município de Imaruí, no sul do estado de Santa Catarina, Brasil.  